# Eleanor Maguire
Eleanor Anne Maguire (Dublín, 27 de marzo de 1970-4 de enero de 2025) fue una neurocientífica irlandesa. Desde 2007 fue profesora de neurociencia cognitiva en el University College de Londres donde también fue investigadora principal de Wellcome Trust.

## Educación
Nació el 27 de marzo de 1970, en Dublín, Irlanda, hija de Anne y Paddy Maguire.
Estudió psicología en la University College Dublin y se graduó con una licenciatura en artes (BA Hons) en 1990. Luego realizó estudios de neuropsicología clínica y experimental en la Universidad de Swansea y se graduó con una maestría en ciencias en 1991. Realizó su doctorado en Filosofía (PhD) en la University College Dublin, Irlanda, donde se interesó por primera vez en la base neuronal de la memoria mientras trabajaba con pacientes como neuropsicóloga en el Hospital Beaumont de Dublín. Completó su doctorado en 1994, y su tesis doctoral se tituló Memoria espacial del mundo real después de la cirugía del lóbulo temporal en humanos..

## Investigación y carrera
Fue investigadora principal de Wellcome Trust y profesora de neurociencia cognitiva en el Wellcome Trust Centre for Neuroimging de la University College de Londres, en Reino Unido, donde también fue subdirectora. Dirigió el laboratorio de investigación de Memoria y Espacio en el Centro. Además, fue miembro honorario del Departamento de Neuropsicología, Hospital Nacional de Neurología y Neurocirugía en Queen Square, Londres.
Maguire y otros han notado que un conjunto distribuido de regiones cerebrales apoya la memoria episódica (autobiográfica) humana, definida como la memoria de eventos personales cotidianos, y que esta red cerebral se superpone considerablemente con la que apoya la navegación en el espacio a gran escala y otros diversas funciones cognitivas como la imaginación y el pensamiento sobre el futuro. En su investigación, buscó ubicar la memoria episódica en el contexto de una cognición más amplia para comprender cómo áreas cerebrales comunes, y posiblemente procesos comunes, apoyan funciones tan dispares. De esta manera, se esperó obtener conocimientos novedosos y fundamentales sobre los mecanismos involucrados.
Su equipo utiliza imágenes por resonancia magnética estructural y funcional estándar de cerebro completo y de alta resolución junto con pruebas de comportamiento y examen neuropsicológico de pacientes amnésicos para lograr sus objetivos. Emplea principalmente paradigmas experimentales ecológicamente válidos o de la «vida real» para examinar las relaciones cerebro-conducta; los ejemplos incluyen el uso de la realidad virtual para examinar la navegación, investigar los recuerdos autobiográficos de las experiencias pasadas personales de las personas y su capacidad para imaginar escenas y eventos ficticios y futuros. Quizás el más famoso de ellos fue su serie de estudios sobre los taxistas de Londres, donde documentó cambios en la estructura del hipocampo asociados con la adquisición del conocimiento del diseño urbano de Londres. Se indicó una redistribución de la sustancia gris en los taxistas londinenses en comparación con los controles. Este trabajo sobre la plasticidad del hipocampo no solo interesó a los científicos, sino que también involucró al público y los medios de comunicación de todo el mundo.
Esto también es cierto en su otro trabajo, como el que muestra que los pacientes con amnesia no pueden imaginar el futuro que hace varios años fue calificado como uno de los avances científicos del año; y sus otros estudios que demuestran que es posible decodificar los recuerdos de las personas a partir del patrón de actividad de las imágenes por resonancia magnética funcional en el hipocampo.
Su interés se centró principalmente en el hipocampo, una estructura cerebral que se sabe que es crucial para el aprendizaje y la memoria, al tiempo que explora las funciones de la corteza parahipocampal, la corteza retroesplenial y la corteza prefrontal ventromedial. Supervisó a numerosos estudiantes de doctorado, incluido Demis Hassabis.

### Compromiso público
Además de sus actividades científicas directas, junto con su grupo de investigación tuvo una agenda de participación pública activa, que incluyó conferencias públicas, visitas escolares y demostraciones, contribuciones en televisión, radio e Internet, y colaboraciones con varios artistas, animando a personas de todas las edades a pensar en el valor de la ciencia en su vida diaria. En febrero de 2014, pronunció un discurso de viernes por la noche en The Royal Institution.

## Honores y premios
Ganó varios premios por contribuciones destacadas a la ciencia, que incluyen:
- 2003, el Premio Ig Nobel de Medicina, otorgado por «presentar evidencia de que el cerebro de los taxistas de Londres está más desarrollado que el de sus conciudadanos»[28]
- premio al joven investigador de la Cognitive Neuroscience Society[29]
- 2008, Premio Rosalind Franklin de la Royal Society[30]
- Premio de la Fundación Feldberg[31]
- Premio IBRO-Kemali[4]

También fue nombrada como una de los 'Veinte europeos que han cambiado nuestras vidas' cuando la Unión Europea lanzó una nueva iniciativa de ciencia e innovación hace varios años. En 2011 fue elegida miembro de la Academia de Ciencias Médicas (FMedSci) y, en 2016, miembro de la Royal Society (FRS).
En 2017 fue elegida miembro honorario de la Real Academia Irlandesa (MRIA) y en julio de 2018 fue elegida miembro de la Academia Británica (FBA).

## Vida personal
La entrada de Maguire en Who's Who enumera sus recreaciones como «Amante de la comedia, partidaria sufrida del Crystal Palace Football Club».  Falleció el 4 de enero de 2025, a los 54 años, después de afrontar dos años un cáncer,